# Далматово (кондитерское объединение)
Кондитерское объединение «Далматово» — компания, владеющая рядом кондитерских фабрик (в Ялуторовске и Далматово), со штаб-квартирой в Екатеринбурге.

## История

### Период до 2000-х: Горпищекомбинат
До основания рабочих фабрик и объединения, на территории нынешней кондитерской фабрики располагался Горпищекомбинат, основанный в 1944 году. Там производились кондитерские изделия, пиво и безалкогольные напитки. Выпускалось до 70% всех кондитерских изделий Тюменской области. Популярным продуктом, производимым на комбинате были вафельные конфеты «Гулливер». В начале 2000-х комбинат был признан банкротом и прекратил выпуск продукции.

### После банкротства Горпищекомбината: основание фабрик и продукция в настоящее время
История объединения начинается в 2004 году, с основания «Фабрики печенья» в Ялуторовске. С тех пор, в 2007 в этом городе было основано ещё одно предприятие объединения — «Кондитерская фабрика "Кураж"». С момента основания этих двух предприятий их каждый год модернизируют и запускают новые производственные линии. В 2018 сушки этих фабрик становились победителем конкурса «Выбор сетей — 2018» в рамках международной выставки «Продэкспо-2018». 
В 2017 была запущена новая линия по производству карамели, а так же популярные конфеты «Гулливер» снова появились в линейке ассортимента, но под названием «В гостях у сказки». В 2021 был открыт новый цех, на который практически полностью (кроме карамели) перенесли всё производство. По состоянию на 2024 год в этих фабриках производится печенье, сушки, бублики, вафли и карамель.
Помимо фабрик в Ялуторовске, в 2013 году объединением была открыта «Далматовская кондитерская фабрика» в Далматово. На этой фабрике производят сухари и различное печенье.

## Продукция

Вафельные конфеты «Банан в шоколаде»

Кондитерское объединение производит сахарное, сдобное, слоёное и затяжное печенье; сушки и бублики; вафли и вафельные конфеты; сухари; карамель.

## Производственные мощности
По состоянию на 2024 год в состав объединения входят:
- ООО «Фабрика Печенья», Ялуторовск;
- ООО «Кондитерская фабрика «Кураж», Ялуторовск;
- ООО «Далматовская кондитерская фабрика», Далматово.